# 黄山城
黄 山城（ファン・サンソン、朝鮮語: 황산성、1944年11月13日 - ）は、韓国の女性判事、弁護士、政治家。元環境処長官、第11代国会議員。本貫は檜山黄氏（昌原黄氏）。キリスト教徒。

## 経歴
日本統治時代の慶尚南道晋州の牧師の家庭に生まれた。元国会議員の黄南八は同じ村出身の一族の親戚である。名前は詩篇 18:3の「主は（中略）わが砦の塔」（여호와는（中略）나의 산성이시로다）に由来する。
京畿女子高校、ソウル大学校法大卒業。第12回司法考試合格（女性としては通算3人目）。
ソウル家庭法院、ソウル民事地方法院で判事を務めた後、1979年に弁護士を開業した。1981年の第11代総選挙で全国区から民主韓国党の公認で当選し、国会議員の他に放送文化振興会理事、経実連監事、学父母連帯代表など、多様な社会活動にも参加していた。1985年の退任後に弁護士として活動再開。
金泳三政権で新政権樹立直後の環境処長官を務めたが、在任中にズボンのポケットに手を入れて答弁したことでメディアに叩かれた。また感情的になりやすく、よく涙を流すことや、黄が他人の遺言執行者を務めた時にその人の遺産を利用して宣教財団を設立したなどの問題でメディアと揉めたため、10か月ほどで長官職を辞めた。退任後は弁護士に復帰し、大韓弁護士協会理事、自民連副総裁を歴任した。1995年の第1回全国同時地方選挙でソウル市長選に出馬したが落選した。1999年に脳出血で倒れた後、政治・社会活動から引退し、2002年の大統領選挙の時は盧武鉉を支持した。2003年ごろまでには弁護士としてメディアによく出演したが、その後はまた政界入りの意欲を示し、2004年4月の第17代総選挙で韓国基督党の比例代表1番として出馬したが落選した。

## 家族
生涯に2度結婚し、3男2女をもうけた。